# Epic Games訴蘋果公司案
Epic Games訴Apple公司案（英語：Epic Games v. Apple Inc.）是Epic Games於2020年8月在美国加州北区联邦地区法院对Apple公司提起的诉讼，該起訴訟与Apple公司在App Store下架《堡垒之夜》有关。Epic Games的创始人蒂姆·斯維尼此前曾就Apple在App Store的每笔购买中抽取30%的收入提出质疑，因此Epic Games的游戏《堡垒之夜》则試圖绕过Apple公司的機制，讓玩家直接在遊戲內付費，或者让Apple减少抽成比例。2020年8月13日，Epic Games正式修改了《堡垒之夜》應用程式內的購買機制，並绕过App Store的支付系统，結果Apple公司将《堡垒之夜》从App Store下架。Epic Games不服並提起诉讼。Apple提起反诉，声称Epic Games故意违反与Apple的合約条款。审判于2021年5月3日开始，5月24日结束。2021年9月，法官伊冯·冈萨雷斯·罗杰斯颁下该案首份裁决，裁定Apple在十项指控中有九项胜诉，只有一项指控，即阻止开发商在应用程式中将用户转介到其他支付平台的反转向政策败诉。
同一天，Epic Games还對Google提起了另一起诉讼，诉讼原因與App Store類似。Android版的堡垒之夜同樣因繞過Google Play Store的應用程式內付費機制而被Google從Google Play Store下架。然而Google强调，他们的案件与Apple有所不同。

## 背景

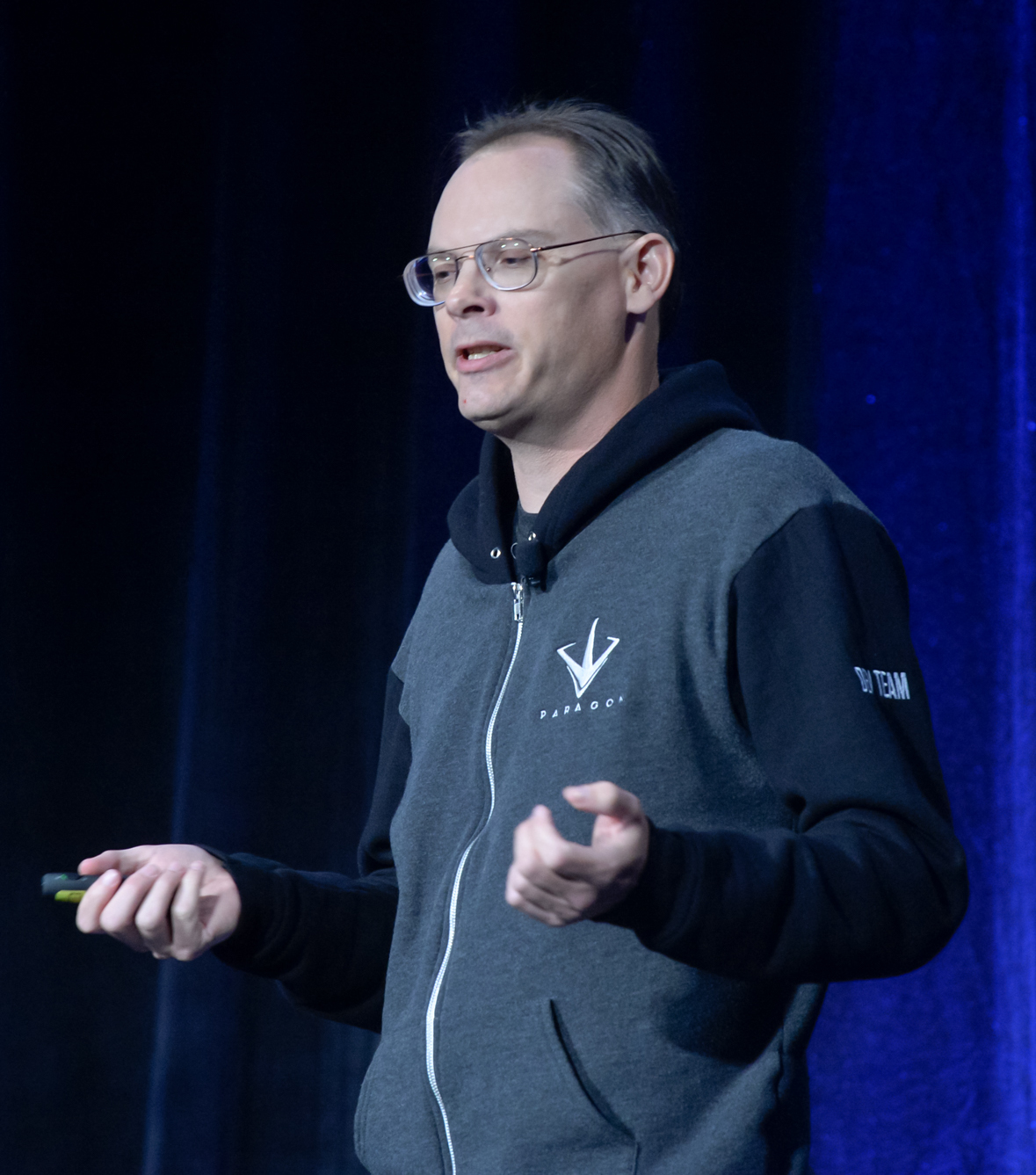
Epic Games创始人兼CEO蒂姆·斯維尼

早在2015年初，Epic Games联合创始人兼首席行政官蒂姆·斯维尼质疑Valve的Steam、 Apple公司的App Store和Google Play等数位发行平台从分润中抽取30%的做法，认为在充分考虑当前内容分发的费率及其他因素等情况下，抽取8%的利润有助于数字发行平台盈利。虽然30%的抽成在 2019 年是计算机、游戏机和移动平台的行业标准，但斯威尼认为主机游戏的收入份额应该要提高，因为主机行业在硬件方面投入大量资金，产品出售价格一般低于成本，还要和众多发行商建立广泛的合作宣传关系。不过，他没有将该想法拓展到移动平台及就计算机等开发平台。按照这个想法，Epic打造Epic游戏商城，向外界证明Epic抽取低于行业水準的佣金（12%）也能正常运作。
随着《堡垒之夜》的登陆平台从计算机拓展其他平台，加上“大逃杀”模式在2018年炙手可热，Epic Games计划将网络游戏免费游玩的模式带到移动平台。于是，《堡垒之夜》在Android的首个客户端以侧载形式发行，直接跳过Google Play，不让Google从游戏的微交易中抽佣。但是，这种做法带来了一些安全问题，也让一些不择手段的盗版游戏商将他们的作品仿冒成正版的《堡垒之夜》，上架Google Play平台。最终，Epic于2020年4月取消侧载版本，改在Google Play发行游戏。另一方面，由于Apple公司的iOS平台不允许侧载应用程式，Epic早在2018年就直接在App Store上架客户端。
2020年中旬，斯维尼在美国国会举行大型听证会，调查Google等科技巨头涉嫌违法竞争法的行为前夕，重申个人对Apple和Google抽成30%的态度。当时欧洲联盟也在对Apple公司展开类似的调查。7月，斯维尼在接受全国广播公司商业频道采访时指出，“Apple公司向软件分销及软件货币化引入绝对的垄断行为，封闭削弱了整个生态”。他进一步表示，“如果每位开发商都能用上自己的付款方式，不向Apple和Google缴纳30%的税，我们就可以将这些钱交给消费者，让玩家享受到更好的物品交易体验，营造经济竞争氛围”。之后Apple表示微软xCloud等雲端遊戲服务无法在iOS平台使用，因为会绕过Apple的内容审查机制，斯维尼认为「Apple缔造了一个元宇宙。从字面意义上看，他们所说的规则会排除所有带有用户创造模式的跨平台生态系统及游戏，不只是xCloud、Stadia和GeForce Now，还有《堡垒之夜》、《Minecraft》和《機器磚塊》。」
Apple解释称，抽佣30%体现了“App Store的无限价值”，是App Store开发者工具无法涵盖的。抽佣会用在“Apple用于开发应用程序的技术、工具、软件，以及调试、营销、白金级客户服务以及开发者应用程序和数位内容的分发”上。苹果表示，之所以要求iOS应用程式上架App Store平台，是想“确保iOS的应用程式符合Apple对隐私、安全、内容和质量的高标准”，避免iOS用户遭受其他平台那样的风险。
法律观点认为该案的关键点是Apple控制iOS App Store是不是一种垄断行为。Epic Games认为Apple对iOS设备保持垄断地位，因此他们限制替代支付系统和平台方面的行为是反竞争的。Apple则指Epic的市场横跨多个平台，不只是iOS，就这一点而言，Apple的做法不算垄断。

## 法律行动
斯维尼在接受有线电视新闻网采访时，透露Epic2020年8月公开起诉Apple前，就已经花了几个月的时间策划行动，代号“自由计划”（Project Liberty），目的是迫使Apple和Google车手修改商店政策，否则会采取法律行动。
Epic案件进入审判阶段的时候决定启动“自由计划”。第一步是向《堡垒之夜》推出得到Apple和Google批准的标准补丁，其中的隐藏代码允许玩家直接从Epic处购买游戏货币“V-Bucks”。Epic未向Apple或Google透露该功能，使得该补丁得到通过。之后，Epic于2020年8月13日向移动版本推出无需事先批准的热修复，将上述的购买选项公开。同时，Epic宣布，无论哪个平台，只要直接从Epic处购买V-Bucks，就可以享受八折优惠。对于iOS和Android用户，Epic提醒称向Apple或Google的平台购买会无法享受优惠，因为他们不可能在Apple和Google抽佣30%的情况下，将优惠拓展到他们的平台。热修复上线仅几个小时，Apple和Google便以违反平台服务条款绕过支付系统为由，下架了《堡垒之夜》。Epic旋即在美国加州北区联邦地区法院分别起诉Apple和Google存在反垄断和反竞争行为，奥巴马政府时期担任美国司法部反垄断司司长的克里斯汀·A·瓦尼获聘为两案法律顾问。
作为起诉Apple行动的一部分，Epic发表题为《1980-堡垒之夜》（"Nineteen Eighty-Fortnite"）的短片，用《堡垒之夜》的角色戏仿Apple知名广告《1984》，将他们的官司比作Apple当年挑战IBM的地位。Epic在案中指控Apple在App Store及自家支付系统的做法是反竞争行为，违反联邦《休曼法》和《加州卡特莱特法》（California Cartwright Act）。至于起诉Google的案件，Epic则质疑Google的“不作恶”格言，指控其在Google Play及自家支付系统的做法是反竞争行为，同样违反联邦《休曼法》和《加州卡特莱特法案》。Epic表示Google对Andorid系统的限制干涉了预加载版《堡垒之夜》在OnePlus和LG手机的交易。他们声称，“Google虽然承诺让Android设备开放竞争，却建立合約和技术壁垒，排除直接向Android用户分发应用程式的竞争方式，确保Andorid设备的几乎所有下载活动都经过Google Play Store”。
Epic在两案中未要求补偿经济损失，而是“申请补偿式禁令、要求两大主要市场开放公平竞争，从而直接影响成千上万的第三方应用程式开发商乃至亿万消费者”。翌日，斯维尼在社交媒体上发文留言，指他们采取的行动是“争取智能手机用户自行选择来源安装应用程序的自由、争取应用程式创作者自行选择分发平台的自由、争取手机用户和应用创造者直接交易的自由、反对智能手机制造商为所欲为的可怕想法”。他表示：“我们有这些权利，我们需要为自己的这些权利抗争，一起反对否认这些权利的人们。”
Google在“The Verge”回应称，对于选择使用Play Store的开发者，我们有对开发者公平、保障商店用户安全的一致性政策。《堡垒之夜》虽然能在Android平台上还可以运行，但不可以在Play上架，因为违反了他们的政策。不过，他们还是希望Epic能和他们对话，争取将《堡垒之夜》带回Google Play。
2020年8月17日，Apple通知Epic，称会在8月28日封禁他们在iOS和macOS平台App Store的开发者帐号和工具。此举促使Epic申请初步禁令，阻止Apple封号及将《堡垒之夜》从App Store平台下架，表示无法在iOS和macOS平台使用开发工具会影响虚幻引擎的开发，从而波及所有使用该引擎的开发者。Apple反指Epic于6月份向他们提出特别要求，希望App Store给《堡垒之夜》开后门，需要用户直接向Epic付款，他们拒绝后，Epic在8月13日更新版本前表示会自愿违反App Store的条款。Apple请求法庭拒绝Epic的初步禁令，表示这种“紧急”情况是Epic一手策划的。斯维尼表示，正如自己在向Apple发出的投诉电邮所述，Apple应该将这种豁免权扩展到所有iOS开发者，而不仅仅是Epic Games。Epic的这番回应得到Microsoft的指出，Microsoft特别要求法庭阻止Apple封禁Epic的iOS开发工具，表示此举会影响到所有使用虚幻引擎的开发者。Microsoft表示：“拒绝Epic访问Apple的SDK及其他开发工具，无异于阻止Epic向iOS和macOS支持虚幻引擎，从而让虚幻引擎及过去、现在及未来使用该引擎构建游戏的开发者处于劣势。”
2020年8月24日，听审法官伊冯·冈萨雷斯·罗杰斯按照Epic的申请，阻止Apple剥夺他们在iOS和macOS平台的开发者许可，不过就未有颁发初步禁令，推翻Apple从iOS商店下架《堡垒之夜》的决定。罗杰斯表示，剥夺开发者许可“不仅会严重损害虚幻引擎本身，也会给整个游戏业带来伤害”，Apple“已经采取严厉行为”恶化这种境地。至于《堡垒之夜》，罗杰斯认为“Epic Games尚未出现无法弥补的伤害，目前的困境似乎是自己造成的”，侧面同意Apple的看法。随后，Apple于2020年8月28日正式暂停Epic的iOS开发帐号，Epic无法继续向App Store上传素材，但可以继续在该平台进行开发。
2020年9月28日案件首场听证会前夕，Epic递交文件，表示会申请初步禁令，要求Apple重新上架《堡垒之夜》。

### 反诉
2020年9月8日，Apple反诉Epic，指控Epic违反合約，要求阻止《堡垒之夜》等Epic应用程式在iOS商店使用他们的支付系统，交出《堡垒之夜》2020年8月13日版本以来的所有收入。Apple认为Epic利用官司炒作《堡垒之夜》的热度。法官罗杰斯于2020年11月驳回Apple的索偿请求，表示违反合约是“单独违法行为”，不构成索偿要件，应该将索偿放在其他方面。

### 初步听证
首场听证会于2020年9月28日进行，法官罗杰斯似乎拒绝了Epic要求Apple重新在App Store上架《堡垒之夜》的要求，除非他们愿意遵守App Store的政策，认同Apple认为Epic自己造成应用下架的立场，但另一方面打算维持对虚幻引擎和Epic开发者账号的禁令。法官罗杰斯表示案件会交由陪审团陪审，听证会预计在2021年7月举行。她表示，听证会期间，“我认为了解人们的真实想法非常重要。这些安全问题到底会不会影响到大家？开发者们的担忧是不是真的很重要？我认为很多人都觉得很重要，陪审团需要认真了解这些事情。”
根据听证记录文件，Epic和Apple都认为案件程序应采用法官听证会，而不是交由陪审团审判。罗杰斯表示同意，安排2021年5月启动庭审。庭审时间表公布后，法官罗杰斯拒绝Epic申请临时禁令、要求Apple允许《堡垒之夜》维持在和Epic商店同等状态的请求，但针对Apple暂停Epic开发者账号批出永久禁令，允许虚幻引擎在iOS和macOS平台开发。罗杰斯在裁决中表示，她审查案件的一大关键点是Epic认为App Store是独一无二的论断，以及他们为什么只提到Apple的App Store存在反竞争行为，没有提到Xbox Live、PlayStation Store及任天堂eShop。罗杰斯表示：“考虑到围墙花园模式可能会对Sony、任天堂和Microsoft及他们的游戏平台带来严重影响，最终裁决应该更好地反应这一模式。”

### 预审
2020年12月，Facebook表示会在案件证据搜集阶段全力支持Epic Games。Facebook之前和Apple就App Store政策发生冲突，积累了一段信息，他们计划与Epic分享这些内容。
考虑到Valve的Steam是Epic Games商店在计算机领域的直接竞争者，Apple计划向Valve传唤数百款游戏的纪录，以及他们在Steam的销售数据。Valve拒绝配合，理由是Apple的请求太宽泛，与对Epic的投诉无关。法官做出有利于Apple的裁决，表示Apple不只向Valve传唤商店数据，有关请求并非不合理。

## 审判
案件于2021年5月3日开庭。考虑到案件性质，法官冈萨雷斯·罗杰斯要求各方必须出庭受审，同时遵守2019冠状病毒病疫情防疫规定。庭审预计需时三个礼拜，证言于2021年5月21日结束，结案陈词于2021年5月24日公布。代表Epic Games的律师事务所为Cravath, Swaine & Moore，代表Apple的律师事务所为Gibson, Dunn & Crutcher。
庭审要点如下：
- Epic Games和Apple讨论《Minecraft》和《機器磚塊》等其他应用程序应不应该被定义为“游戏”或“元宇宙”。双方一致认为《Minecraft》是游戏，但就《機器磚塊》的定义存在分歧[50]。Epic认为《機器磚塊》和《堡垒之夜》同属元宇宙，Apple认为《機器磚塊》是单一游戏，里面的小游戏属于“体验”，类似于《Minecraft》中的单个世界。结果，《機器磚塊》于2021年5月将官方网站的“游戏”一律改为“体验”，配合Apple的App Store政策[51][52][53][54]。
- Apple为iOS App Store的内容管理辩护。他们解释，之所以限制GeForce Now和Google Stadia之类的云端游戏平台在iOS商店直接提供应用程序，是因为每款游戏都需要得到Apple的批准，遵守Apple的规则，但允许这些平台利用Safari或Chrome的渐进式网络应用程序提供服务[55][56]。Apple以最近在Epic Game Store上架的独立游戏商店Itch.io为例，称itch.io不会对内容进行任何形式的审核，造成Epic Game Store成人色情内容泛滥，而这些内容违反了Epic自己的商店规则。Apple逐个审核应用程式，就是为了避免这种情况。Epic反称只负责itch.io客户端的发行，对客户端所发行销售的任何游戏概不负责[57]。
- Apple阻止任何应用程序指向或提醒用户到iOS以外的平台交易的反转向政策，被质疑是否属于反竞争行为。2018年，美国高等法院在俄亥俄州诉美国运通公司（英语：Ohio v. American Express Co.）一案中认为反转向政策实际上是可以接受的，只要双边市场中的双方在没有反转向政策的前提下，未出现损害。Epic辩称，Apple禁止开发者将用户引导到其他支付系统或店铺，拿走了相当大的应用营收，因此反转向政策不应该存在于Apple的政策[58]。

庭审期间，Epic和Apple公开大量搜集到的文件，包括与第三方的机密信息。部分文件原本被封存，因人为疏忽，在网上的法庭记录公开。文件显示了电子游戏行业过去的一些内部操作，还有Epic Game Store的财务数据。其中，Epic于2018年接触Sony互动娱乐，说服他们允许跨平台游戏登陆PlayStation游戏机。Epic还接触Microsoft，希望他们允许免费游玩的游戏登陆Xbox游戏机，跳过Xbox Live Gold付费订阅服务。另外Epic也接触了沃尔玛尚未公开的游戏流媒体服务。法官罗杰斯翌日采取措施，确保获适当封存的文件不会在网络法庭记录出现。

## 裁定

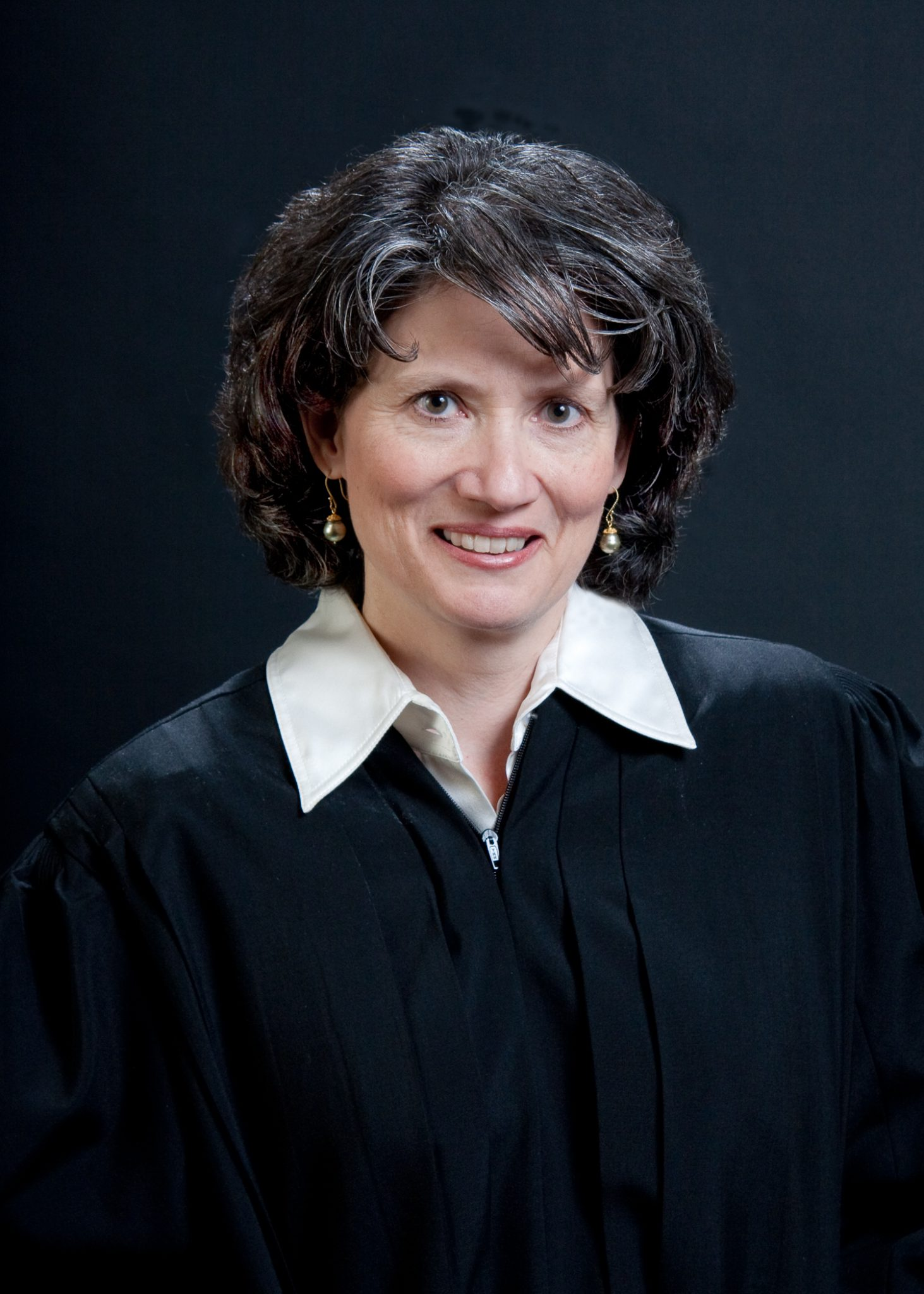
法官伊冯·冈萨雷斯·罗杰斯负责监督地区法院的审判程序。

2021年9月10日，法官罗杰斯颁下首个裁决，法律教授马克·莱姆利表示裁决结果两边不讨好。针对Apple面临的十大指控，罗杰斯有九项支持Apple的立场，包括抽佣30%、禁止iOS环境出现第三方市场。罗杰斯就与反转向条款相关的最终指控对Apple作出裁决，颁下永久禁令，要求裁决颁出的90天内，禁止Apple阻止开发者将用户连接到其他商店完成交易，或是在应用程式内搜集电子邮件等信息，提醒用户注意这些平台。在判词中，罗杰斯认为市场关心的问题，不是游戏，也不是Apple的App Store，而是“数位手机游戏交易”。根据这个市场，法官罗杰斯总结称Apple不是寡头，而是与Google一同双头垄断，尽管Apple“占有相当可观的55%的市场份额，以及非常高的利润率”，但这样的成绩不算上非法垄断。有鉴于此，法官罗杰斯认定Epic未能证明Apple违反联邦或州的反竞争法，但裁定Apple禁止应用程式提及其他支付系统的行为，违反加利福尼亚竞争法。罗杰斯认为，相对于App Store能提供的价值，抽佣30%的确不合理，但这种做法与其他替代方案没有明显的竞争，所以不能就此作出直接命令。
罗杰斯也对Epic做出裁决，要求他们向Apple支付360万美元，也就是他们绕过App Store，向Apple隐瞒的30%佣金。她也表示Epic2020年8月在《堡垒之夜》部分更新，违反了与Apple签订的开发者合約，挑起了事件，所以Apple日后可以阻止Epic从App Store提供应用程序。
斯维尼表示裁决“对开发者或消费者来说都不是胜利”，因为Epic无法将《堡垒之夜》带回iOS，直至“Epic的应用程式内支付系统可以和Apple的支付系统进行公平竞争，将省下来的钱转移给消费者”，他们将继续上诉。9月12日，Epic向美国联邦第九巡回上诉法院上诉，尝试推翻罗杰斯认为Apple不算垄断的判决。Apple的代表回应称：“今天，法庭确认了我们一直知道的事情：App Store没有违反反垄断法。”
美东时间2023年4月24日，美国第九巡回法院判定：“在Epic的上诉中，陪审团维持地区法院对反垄断责任的否定，并相应驳回Epic对苹果违约反诉的违法抗辩。”

## 各方反应
Meta、Spotify和Match Group等公司支持Epic Games，提到他们的服务以往和Apple的App Store政策产生了问题。代表《纽约时报》和《华尔街日报》等媒体的非营利贸易组织Digital Content Next也支持Epic的官司，直言Apple还存在将独一无二的交易优惠给了亚马逊公司，不给其他人的问题。
最初的禁令颁布后，部分用户打算拍卖仍装有《堡垒之夜》的iPhone，要价高达上万美元。当时游戏已经从App Store下架，大多数人从一开始就预感到这样的事情会发生，不觉得意外，倒是有许多人想加入到拍卖手机这个网络迷因中。2020年9月，Epic Games和13家公司成立应用公平联盟，改善应用程序进入应用程式商店的环境。
2020年10月8日，Microsoft承诺对Windows 10的Microsoft商店推行十项公平原则，包括推出公开透明的商店方针、允许各大应用程式商店在Windows竞争、不因应用的商业模式、付费模式及服务模式将其从商店下架。
2020年12月，Apple宣布营收未达到100万美元的应用程式开发商可以申请将抽佣从30%降低15%。

## Epic Games诉Google
Epic在起诉Apple的当天也对Google启动了诉讼程序，但Google强调他们面临的法律情况很不同。Google声称，Andorid系统不像Apple的iOS那样有单一商店限制，因此允许各大手机制造商按需捆绑各类应用程式商店和应用程式。Google表示，他们与Epic Games的谈判方式与Apple大不相同。
2021年7月，36州和哥伦比亚特区就Play Store的反垄断行为提起诉讼。当月晚些时候，Epic修改向Google索要的赔偿，支持各州诉讼。Epic和三星合作，在三星的应用程式商店上架《堡垒之夜》，从各州拿到Play Store反竞争的证据，所以特别关注Google的行动。

## 相关行动

### Epic Games
2020年12月，Epic Games向英国竞争上诉审裁处分别起诉Apple和Google，指他们在英国和欧盟有反竞争行为，指控跟他们在美国的案件类似。他们也在澳大利亚和欧盟启动法律程序。2021年2月22日，竞争上诉审裁处驳回Epic对Apple的诉讼，但对Google的诉讼会继续进行。Epic Games之后发表声明，指美国的案子解决后，会重新考虑在英国起诉Apple，同时就审裁处对Google案件的裁决感到“满意”。
Epic还在澳大利亚起诉Apple。2021年4月9日，奈·佩拉姆法官下令暂缓执行Epic诉Apple一案诉讼3个月，还表示如果Epic在暂缓期限内未在美国递交诉状，而以《澳大利亚消费者法》在澳大利亚递交诉状，暂缓期限将变成永久。Epic对佩拉姆的裁决提出上诉，最终于2021年7月收到案件继续审讯的裁决。

### 其他
2021年7月，美国40个州就Google在应用程式商店中抽佣30%等反竞争做法，向Google发起诉讼，类似于Epic的做法。后来，参议员理查德·布魯門薩爾、玛莎·布莱克本和艾米·克罗布彻于8月提出《开放应用市场法案》（"Open App Markets Bill"），禁止应用程式商店迫使开发者只使用商店内的支付系统。
2021年8月，Apple与其他发起集体诉讼的应用程式开发商达成和解，允许他们在应用程式内搜集电子邮件等用户信息，用以提醒用户在App Store之外的平台付款。
2021年8月，韩国通过《电信业务法》修正案，要求类似App Store和Google Play Store的应用程式商店允许应用程式开发者使用其他支付系统，同时赋予政府能力，调解运营商、开发商和用户间就应用程式商店问题产生的冲突。这是韩国首度针对此类问题，推出国家层面的法律。受该政策影响，Epic请求Apple在韩国区上架《堡垒之夜》，但Apple以法律尚未生效为由回绝。